# Gran Telescopio Canarias

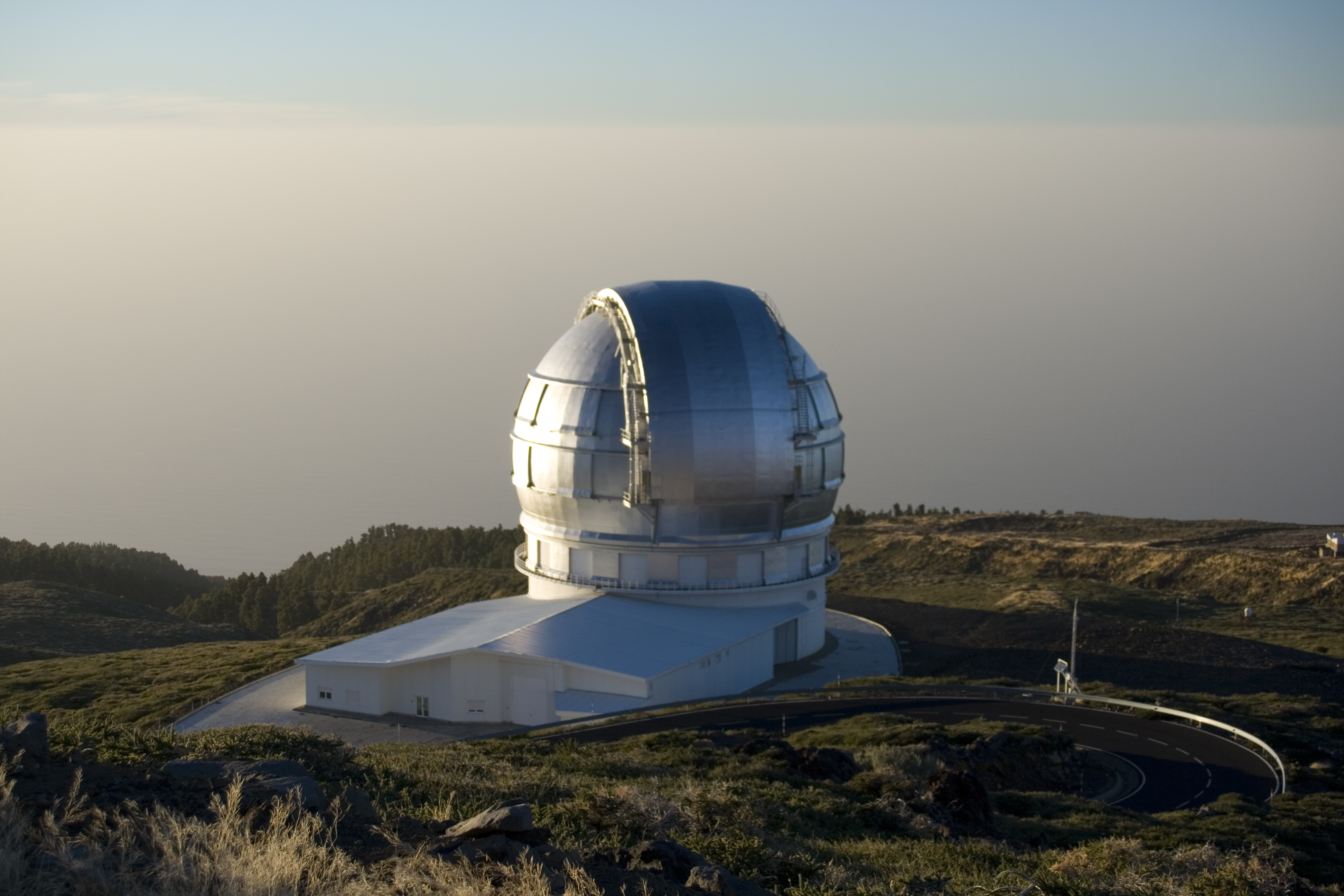
Gran Telescopio Canarias

Storleksjämförelse mellan de största optiska teleskopen, existerande och kommande.

Gran Telescopio Canarias är ett reflektorteleskop med en spegeldiameter på 10,4 m, beläget på La Palma, Kanarieöarna, Spanien på en vulkantopp 2 267 meter över havet.
Teleskopet har (2016) världens största spegeldiameter. Spegeln består av 36 sexkantiga mindre speglar.